# シークレット・ミッション
『シークレット・ミッション』（原題：은밀하게 위대하게）は、2013年公開の韓国映画。原作はインターネットポータルサイト「ダウム」に掲載されたウェブ漫画。

## ストーリー
北朝鮮の特殊工作部隊5446部隊のエリートスパイであるウォン・リュファン（キム・スヒョン）は韓国の貧民街に潜入してバカな青年を演じながら、作戦実行指令を待つように命令される。食料雑貨店を営むスニム（パク・ヘスク）の下で住み込みで働きながら、リュファンはパン・ドングとしてマヌケな青年を演じて周囲に溶け込んでいく。そこへ駆け出しのロックミュージシャンとして同じくスパイのリ・ヘラン（パク・ギウン）と高校生に扮するリ・ヘジン（イ・ヒョヌ）も送り込まれ、彼らが韓国に溶け込むのを手助けするリュファンであったが、ある日思いがけない作戦命令が3人に下される。

## キャスト
※括弧内は日本語吹替
- ウォン・リュファン - キム・スヒョン（新垣樽助）
- リ・ヘラン - パク・ギウン（玉木雅士）
- リ・ヘジン - イ・ヒョヌ（鈴木裕斗）
- キム・テウォン - ソン・ヒョンジュ（野川雅史）
- スニム - パク・ヘスク
- ソ・サング - コ・チャンソク
- ソ・スヒョク - キム・ソンギュン
- コ・フィスン - チャン・グァン
- ユン・ユラン - パク・ウンビン
- ユン・ユジュン - チェ・ウシク

## 受賞
- 第50回大鐘賞：新人俳優賞（キム・スヒョン）
- 第50回百想芸術大賞：映画部門 男性新人演技賞（キム・スヒョン）